# Beňatinský travertín
Beňatinský travertin je přírodní památka a chráněné území chráněné krajinné oblasti Vihorlat na Slovensku.
Přírodní památka byla vyhlášena kvůli ochraně geologického odkryvu, který představuje profil nejvýchodněji položeného travertinu ve Slovenské republice, s výskytem zkamenělých zbytků měkkýšů. Zdejší tvorba travertinu pokračuje i v současnosti. Nachází se v katastrálním území obce Beňatina v okrese Sobrance v Košickém kraji. Území bylo vyhlášeno či novelizováno v roce 1989 na rozloze 0,2400 ha. Ochranné pásmo nebylo stanoveno.

## Legenda
S lomem Beňatina bývá spojována legenda o Beňatinské velrybě. Její silueta se objevila ve vápenci na jižní straně lomu po posledním odstřelení. Pětimetrový úkaz ve skále připomíná tělo a ocas velryby. Jestli zde velryba opravdu žila, nikdy nebylo dokázáno. Někteří nadšenci legend ale lom nazývají Beňatinská velryba.